# Glaziophyton
Glaziophyton là một chi thực vật có hoa trong họ Hòa thảo (Poaceae).

## Loài
Chi Glaziophyton gồm các loài: